# Branka u Opavy
Branka u Opavy település Csehországban, a Opavai járásban. Branka u Opavy Opava, Otice, Hradec nad Moravicí, Uhlířov és Chvalíkovice településekkel határos. Lakosainak száma 1074 fő (2024. január 1.).

## Népesség
A település lakosságának változását az alábbi diagram mutatja:
| Lakosok száma | 347  | 464  | 721  | 638  | 781  | 1072 | 1101 | 1075 | 1017 | 1074 |
|               | 1869 | 1900 | 1921 | 1961 | 1980 | 2011 | 2016 | 2019 | 2021 | 2024 |